# Parahaplosyllis brevicirra
Parahaplosyllis brevicirra är en ringmaskart som beskrevs av Hartmann-Schröder 1990. Parahaplosyllis brevicirra ingår i släktet Parahaplosyllis och familjen Syllidae. Inga underarter finns listade i Catalogue of Life.